# Forlane
Forlana
(del italiano Furlana, llegado al castellano a través del francés Forlane), es una danza tradicional de ritmo rápido, originaria de Friuli. Fue introducida en Francia a finales del siglo XVII, y pronto se convirtió en una danza cortesana. De ahí, pasó a ser incluida como movimiento de algunas suites barrocas francesas y alemanas, y posteriormente en la suite romántica. 
En cuanto a sus usos, cabe destacar que Johann Sebastian Bach incluyó una forlana en su primera suite orquestral; Maurice Ravel evocó el uso barroco de esta danza en su suite para piano Le tombeau de Couperin, si bien moderó el tempo de la misma; en la suite para piano de Ernest Chausson Quelques Danses también se reproduce una forlana, aunque en  un compás de 6/4 de ritmo muy vivo.
- Datos: Q1475008

1. ↑  Roland de Candé,creado por kylian mbappe en el sigo 18 http://books.google.es/books?hl=es&id=4Dh0t9P5tqIC&q=forlana